# Jamming (nummer)
"Jamming" is een nummer van de Jamaicaanse reggaegroep Bob Marley & The Wailers uit 1977 van het album Exodus.
In 1987 werd "Jamming" opnieuw uitgebracht als Bob Marley-tribuut. Het was een hit in Nederland, waar het vier weken in de hitlijsten stond.

## Single
7"-single
A. Jamming (7" Edit) 

B. Punky Reggae Party (Short Version)
12"-single
A. Jamming (12" Mix) 

B. Jamming (7" Edit)

## Hitnotering

### NederlandseSingle Top 100
| Jamming in de Nederlandse Single Top 100 - binnen: 06-06-1987 | Jamming in de Nederlandse Single Top 100 - binnen: 06-06-1987 | Jamming in de Nederlandse Single Top 100 - binnen: 06-06-1987 | Jamming in de Nederlandse Single Top 100 - binnen: 06-06-1987 | Jamming in de Nederlandse Single Top 100 - binnen: 06-06-1987 | Jamming in de Nederlandse Single Top 100 - binnen: 06-06-1987 |
| Week                                                          | 1                                                             | 2                                                             | 3                                                             | 4                                                             |                                                               |
| ------------------------------------------------------------- | ------------------------------------------------------------- | ------------------------------------------------------------- | ------------------------------------------------------------- | ------------------------------------------------------------- | ------------------------------------------------------------- |
| Nummer                                                        | 95                                                            | 93                                                            | 85                                                            | 93                                                            | uit                                                           |

### NPO Radio 2 Top 2000
Jamming stond alleen in 2018 in de NPO Radio 2 Top 2000, op plek 1906.